# Петър Михайлов (художник)
Вижте пояснителната страница за други личности с името Петър Михайлов.
Петър Иванов Михайлов е български художник.

## Биография
Роден на 25 септември 1920 г. в Чирпан. Завършва живопис в Художествената академия в София през 1942 г. при проф. Никола Ганушев. От 1950 г. до 1957 г. е аспирант в Ленинградския институт за изобразителни изкуства „Иля Ефимович Репин“.
Работи като главен художник в ателието на военните художници при Министерството на народната отбрана (1957 – 1964). Преподавател, доцент и професор по живопис във ВИИИ „Николай Павлович“.
Петър Михайлов подготвя в края на 1991 г. заминаването си за Япония със своя изложба по покана на господин Хироши Харада. След неочаквано кратко боледуване Петър Михайлов умира на 9 януари 1992 г. в София.

## Творчество
Автор е на фигурални композиции, портрети, пейзажи. Участва в общи художествени изложби в България и изложби в чужбина, представя самостоятелни изложби в София. Негови творби притежават Националната художествена галерия, Софийската градска художествена галерия, Военноисторическият музей, художествени галерии в Хасково, Видин, Разград и др.

## Отличия и награди
Награден е с ордените: „Св. св. Кирил и Методий“ – I ст., „9 септември 1944“ – I ст., със златен медал за композицията „Лайпциг“, I награда от Съюза на българските художници за портрет. Лауреат на младежкия фестивал „Москва 1959“.